# Ramón Ramírez
Ramón Ramírez (Tepic, 5 de dezembro de 1969) é um ex-futebolista profissional mexicano, meia, disputou a Copa do Mundo de 1994.

## Carreira
Ramirez integrou a Seleção Mexicana de Futebol na Copa América de 1999.

## Títulos
Seleção Mexicana
- Copa das Confederações: 1999